# Гузій Наталія Василівна
Наталія Василівна Гузій (*2 квітня 1954) — український учений в галузі педагогіки. Доктор педагогічних наук, професор. Академік АН ВШ України з 2008 р.

## Біографія
Народилася у Києві. Закінчила Київське державне музичне училище ім. Р. М. Глієра, Київський державний інститут культури ім. О. Є. Корнійчука. Працювала викладачем у м. Києві в ДМШ № 29, педагогічному училищі № 1 ім. Н. К. Крупської, КДПУ ім. М. Горького. З 1995 р. — завідувач кафедри педагогічної творчості Національного педагогічного університету ім. М. П. Драгоманова. У 1990 р. захистила кандидатську дисертацію на тему «Формування музично-естетичної культури школярів в умовах позашкільної початкової музичної освіти» та здобула науковий ступінь кандидата педагогічних наук за спеціальністю 13.00.01 — теорія та історія педагогіки. У 2007 р. захистила докторську дисертацію на тему «Категорія професіоналізму в теорії і практиці підготовки майбутнього педагога» та здобула науковий ступень доктора педагогічних наук за спеціальністю 13.00.04 — теорія і методика професійної освіти. У 1995 р. присвоєно вчене звання доцента кафедри педагогічної творчості, у 2008 р. — професора цієї ж кафедри

## Наукова діяльність
Сфера наукових інтересів та напрями досліджень: акмеологічні засади професійної праці фахівців освітньо-виховної сфери; теорія і методика педагогічної освіти; проблеми творчо-естетичного виховання молоді та ін.
Опублікувала близько 150 науково-методичних праць, серед яких 4 монографії, 6 посібників та 6 авторських навчальних програм, підручник (у тому числі з грифом МОН України), статті, методичні розробки, тези тощо.
Член спеціалізованих рад НПУ ім. М. П. Драгоманова, психолого-педагогічної секції методичної комісії МОН України. Ініціювала видання фахового збірника наукових праць з педагогічних наук «Творча особистість вчителя: проблеми теорії та практики» і є його відповідальним редактором. Очолила підготовку і проведення Міжнародної (1996 р.) та Всеукраїнської (2005 р.) науково-практичних конференцій.

## Звання і нагороди
Має почесне звання «Заслужений працівник освіти України» (2009). Віздзначена Подякою прем'єр-міністра України, знаком «Відмінник освіти України», нагороджена Почесними грамотами МОН та МКіМ України, а також дипломами, подяками, грамотами ректора НПУ ім. М. П. Драгоманова.